# Contenu téléchargeable additionnel
Pour les articles homonymes, voir DLC et CTA.

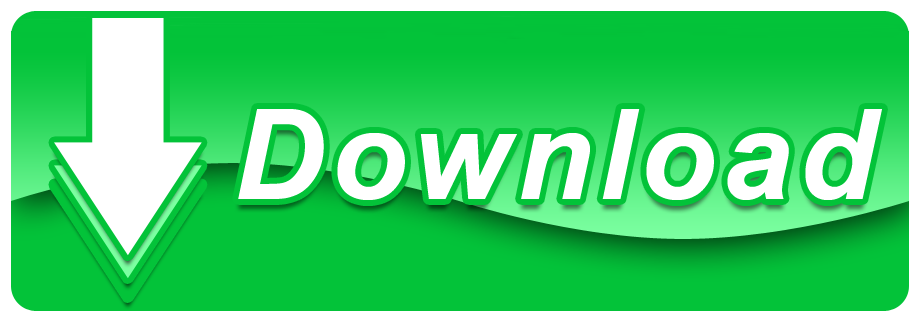
Logo de téléchargement.

L'expression contenu téléchargeable additionnel (CTA) (plus connue sous la forme du sigle anglais DLC, pour « downloadable content ») désigne toute extension d'un programme informatique ou d'un jeu vidéo qu'il est possible de télécharger, gratuitement ou non.
La majorité des DLC sont des extensions de jeux vidéo. Si le DLC est payant, son paiement peut s'effectuer sous forme de micropaiement, par carte bancaire ou encore en échange de points-cadeaux accumulés en achetant d'autres produits, comme permis par exemple sur les offres commerciales des consoles Xbox, Xbox 360 et Xbox One de Microsoft.

## Avantages financiers et critiques
La création de DLC payants permet, à peu de frais, de rentabiliser le développement d'un jeu vidéo. Le moteur de jeu étant déjà opérationnel, une équipe réduite peut travailler rapidement sur des DLC, offrant du nouveau contenu : packs de cartes, de missions, équipement, etc.
La généralisation de cette pratique, qui peut dans certains cas impliquer la livraison d'un produit peu fini, voire incomplet au public, l'obligeant à payer pour ce qu'il aurait auparavant obtenu gratuitement sous forme de correctif, est régulièrement dénoncée dans la presse spécialisée et par les utilisateurs, le prix à débourser pour des extensions mineures, et à l'intérêt relatif, pouvant s'avérer élevé.
La création de DLC gratuits permet, elle, d'entretenir la communauté de joueurs et de faire en sorte que le jeu continue à être joué et ne soit pas délaissé par les joueurs. On remarque notamment cette stratégie dans les opus à durée de vie et/ou rejouabilité faible.
Il existe également une inquiétude quant au fait que la rentabilité des DLC incite les éditeurs à laisser intentionnellement de côté, pour les vendre en plus du prix du jeu originel, des éléments annoncés avant le lancement commercial de leur produit.
Enfin, certains développeurs livrent un jeu complet, mais dont certaines fonctionnalités sont bloquées et ne peuvent être déverrouillées que par l'achat d'un faux « DLC », puisqu'il ne s'agit plus d'un vrai contenu, mais d'une simple clé. La polémique sur le contenu téléchargeable du mode « Affrontement » de Resident Evil 5 en est un exemple.
Le rapport qualité-prix des DLC est très variable d'un DLC à l'autre. Les DLC gratuits peuvent parfois être envoyés en « éclaireurs » pour faire place à des DLC payants (Red Dead Redemption), ou bien s'inscrire dans la volonté de l'éditeur de prolonger l'expérience de jeu. Le meilleur exemple est certainement Team Fortress 2 qui se voit régulièrement adjoindre, depuis sa sortie en 2007 sur PC, de nombreuses mises à jour entièrement gratuites, modifiant parfois considérablement le contenu du jeu (nouvelles cartes, armes, modes de jeu, ou encore évènements spéciaux).
De l'autre côté, on peut trouver des DLC considérés comme ayant un mauvais rapport qualité-prix, comme des chapitres initialement prévus dans le jeu original mais retirés peu avant la sortie (Assassin's Creed II[réf. nécessaire]), voire la fin du jeu (Prince of Persia[réf. nécessaire]). Les DLC proposant uniquement du contenu ne sont en général pas très appréciés[réf. nécessaire], comme dans Call of Duty: Modern Warfare 2, où chaque nouvelle carte multijoueur revient à 3 €.
Une autre stratégie d'utilisation mise en place par Electronic Arts a pour but de pénaliser les jeux d'occasion, l'achat d'un jeu neuf donnant accès à un DLC gratuit via un code à usage unique. En achetant un jeu d'occasion, le code ayant déjà été utilisé, il faut dans ce cas payer le DLC. Battlefield: Bad Company 2 utilise ce système sous forme de « code VIP ».
Ces pratiques suscitent de nombreuses critiques, particulièrement si le rapport qualité-prix d'un DLC est très faible. De plus, certains DLC payants sont annoncés avant la sortie d'un jeu, ce qui fait logiquement penser que ce contenu a été retiré de la version « boîte du jeu » pour être proposé ensuite de manière payante. De plus, dans certains jeux, la somme des DLC est bien plus chère que le jeu en lui-même, Hyrule Warriors, Super Smash Bros. for Nintendo 3DS / for Wii U ou bien la série des Little Big Planet en sont des exemples parmi d'autres.